# Wijken en buurten in Albrandswaard
De Nederlandse gemeente Albrandswaard is voor statistische doeleinden onderverdeeld in wijken en buurten. De gemeente is verdeeld in de volgende statistische wijken:
- Wijk 00 Rhoon (CBS-wijkcode:061300)
- Wijk 02 Poortugaal (CBS-wijkcode:061302)

Een statistische wijk kan bestaan uit meerdere buurten. Onderstaande tabel geeft de buurtindeling met kentallen volgens het Centraal Bureau voor de Statistiek (2008):
| CBS-buurtcode | Buurtnaam                    | Inwonertal | Opp. totaal (ha) | Opp. land (ha) | Ligging                |
| ------------- | ---------------------------- | ---------- | ---------------- | -------------- | ---------------------- |
| BU06130000    | Rhoon                        | 6600       | 194              | 193            | Locatie in de gemeente |
| BU06130001    | Oude Koedood                 | 50         | 23               | 23             | Locatie in de gemeente |
| BU06130002    | Gebied ten noorden metrobaan | 180        | 100              | 97             | Locatie in de gemeente |
| BU06130003    | Industrieterrein Overhoeken  | 40         | 16               | 16             | Locatie in de gemeente |
| BU06130009    | Verspreide huizen            | 5830       | 1296             | 1182           | Locatie in de gemeente |
| BU06130200    | Poortugaal en Landweg        | 2590       | 68               | 68             | Locatie in de gemeente |
| BU06130203    | Deltawijk en Zuid            | 2770       | 204              | 172            | Locatie in de gemeente |
| BU06130209    | Verspreide huizen            | 4390       | 475              | 461            | Locatie in de gemeente |